# Вологі тропічні ліси Островів Кука
Вологі тропічні ліси Островів Кука (ідентифікатор WWF: OC0103) — океанійський екорегіон тропічних та субтропічних вологих широколистяних лісів, розташований на островах Кука в Тихому океані.

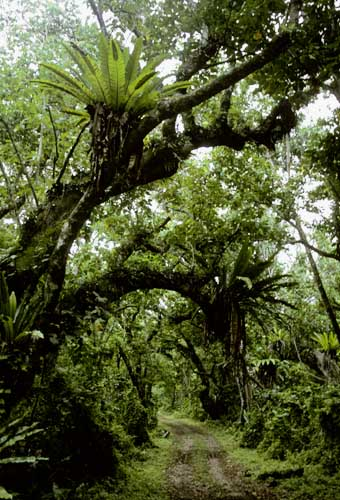
Дощовий ліс на Атіу

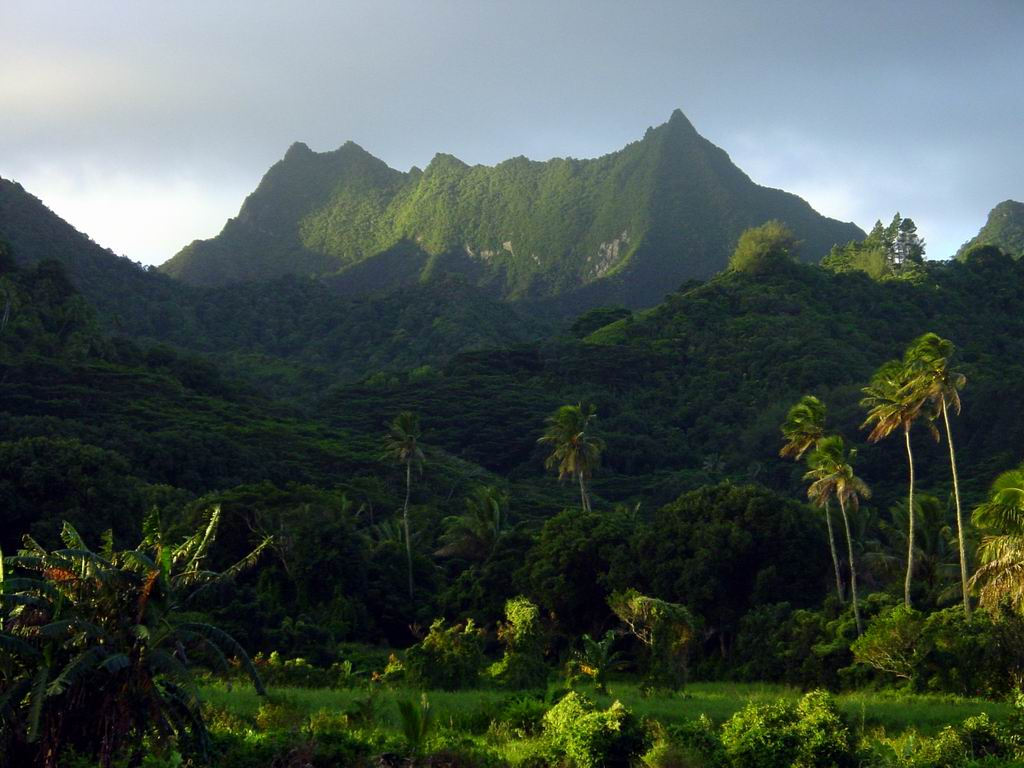
Гора Те-Манга на Раротонзі

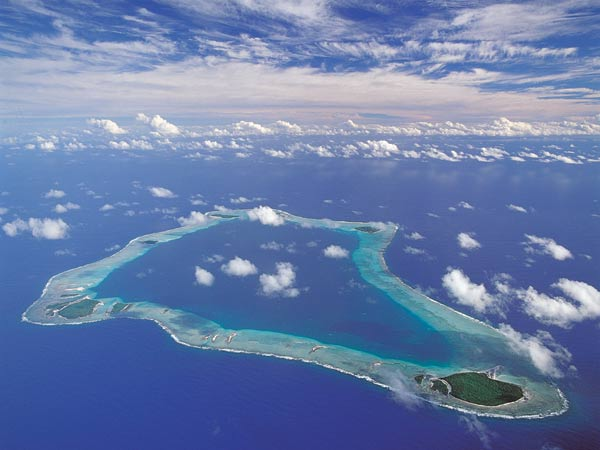
Атол Палмерстон

## Географія
Екорегіон вологих тропічних лісів Островів Кука охоплює Південні Острови Кука — один з найвіддаленіших архіпелагів світу, розташований в центрі Полінезійського трикутника в Тихому океані, приблизно за 1000 км на схід від Ніуе. Острови Кука — це залежна країна Нової Зеландії. Окрім Південної групи, до її складу також входить Північна група, яка є частиною екорегіону вологих тропічних лісів Центральної Полінезії.
Південні острови Кука включають 9 вулканічних островів, що простягаються з північного заходу на південний схід, — Аїтутакі, Атіу, Мангаю, Мануае, Мауке, Мітіаро, Палмерстон, Раротонгу та Такутеа.
Раротонга — найбільший острів архіпелагу, а центрі якого розташований згаслий вулкан Те-Манга заввишки 652 м. Ця глибоко еродована гора зі стрімкими схилами є найвищою вершиною регіону.
Острови Мітіаро, Атіу, Мауке та Мангая пройшли через довгий геологічний цикл ерозії, опускання та подальшого підняття у третинний період. Кожен з них має еродовану центральну вершину, яка підіймається на висоту приблизно 100 м над рівнем моря, оточену поясом піднятих стародавніх коралових вапняків завширшки до 2 км.
Аїтутакі — це невеликий вулканічний острів, оточений лагуною та бар'єрним рифом. Такутеа — це невеликий столовий риф. Палмерстон та Мануае є атолами.
Раротонга є домом для майже 75 % населення Островів Кука. Тут розташоване місто Аваруа — столиця країни, у якій живуть близько 5000 людей.

## Клімат
На Південних Островах Кука переважає екваторіальний клімат (Af за класифікацією кліматів Кеппена). Протягом всього року в регіоні дмуть південно-східні пасати. Навітряні південно-східні частини островів та гірські вершини отримують більше опадів, ніж підвітряні північно-західні частини, які лежать у дощовій тіні. Найбільш вологим періодом року є листопад-грудень. З березня по грудень в регіоні трапляються руйнівні тропічні циклони.

## Флора
Основними рослинними угрупованнями екорегіону є низинні дощові ліси, гірські дощові ліси та хмарні ліси, розподіл яких залежить від висоти над рівнем моря. 
На Раротонзі низинні дощові ліси були переважно знищені і перетворені на сільськогосподарські угіддя. Однак кілька типів природних лісів збереглися в горах острова.
На нижніх схилах гір, на висоті від 50 до 200 м над рівнем моря, поширені хомалієві ліси, у яких домінують ендемічні раротонзькі хомаліуми (Homalium acuminatum). Також в цих лісах поширені бородаті циклофіллуми (Cyclophyllum barbatum), квітучі елеокарпуси (Elaeocarpus floridanus), смердючі іксори (Ixora foetida) та велетенські ліани — боби Святого Фоми (Entada phaseoloides).
На середніх висотах стрімких гірських хребтів Раротонги поширені фаргеєво-фітчієві ліси, у яких домінують пахучі пуа-кені-кені (Fagraea berteroana) та ендемічні прекрасні фітчії (Fitchia speciosa). Обидва види дерев мають масивні, розгалужені корені, які забезпечують підтримку та стабілізують скелясті схили. Також у середньогірських лісах острова поширені різні види хомаліумів (Homalium spp.), кантіумів (Canthium spp.), аліксій (Alyxia spp.), копросм (Coprosma spp.), мерит (Meryta spp.) та метросідеросів (Metrosideros spp.).
На оповитих хмарами гірських вершинах Раротонги, розташованих на висоті понад 400 м над рівнем моря, поширені хмарні метросідеросові ліси, які займають близько 3 % від площі лісів острова. У цих лісах домінують невисокі гірські метросідероси (Metrosideros collina), які виростають до 8 м заввишки. У найбільш високогірних та вологих районах з ними співдомінують розлогі аскаріни (Ascarina diffusa), які іноді можуть замінювати метросідероси як домінуючий вид. Серед інших дерев, поширених у високогір'ях Раротонги, слід відзначити квітучий елеокарпус (Elaeocarpus floridanus), самоанський крилолист (Pterophylla samoensis) та раротонзьке сирне дерево (Pittosporum rarotongense). Вони часто оповиті ліанами ієіє (Freycinetia arborea) та рясно вкриті епіфітними папоротями та мохами. У підліску поширені чагарники прекрасної фітчії (Fitchia speciosa). Дев'ять видів квіткових рослин є ендеміками хмарних лісів Раротонги.
У центральних районах Мітіаро, Атіу, Мауке та Мангаї, де переважають родючі вулканічні ґрунти, місцева рослинність була майже повністю замінена інтродукованими рослинами. На нерівних, важких для розвитку сільського господарства ділянках піднятих островів, поширені ліси квітучих елеокарпусів (Elaeocarpus floridanus) та гірських ліхтарних дерев (Hernandia moerenhoutiana), чагарникові ліси, у яких домінують покрівельні пандани (Pandanus tectorius), та ліси азійської баррингтонії (Barringtonia asiatica).
На атолах Палмерстон та Мануае поширені прибережні зарості полінезійських гелотропів (Heliotropium anomalum). Позаду пляжів поширені чагарники сцеволи (Scaevola spp.), приморської суріани (Suriana maritima) та кислуватого пемфіса (Pemphis acidula), а ще далі від узбережжя — ліси, у яких переважають пізонії (Pisonia spp.), геттардії (Guettarda spp.) та пандани (Pandanus spp.), а також інтродуковані кокосові пальми (Cocos nucifera).
Загалом на Південних Островах Кука зустрічається 538 видів покритонасінних рослин, з яких приблизно 4 % видів є ендеміками екорегіону. Близько 130 видів рослин є місцевими. 12 % нинішньої флори екорегіону, ймовірно, було інтродуковано ранніми полінезійцями, а ще 60 % — європейцями.

## Фауна
Орнітофауна екорегіону включає шість ендемічних видів птахів. Оливкові очеретянки (Acrocephalus kerearako) мешкають на Мітіаро та Мангаї, раротонзькі тілопо (Ptilinopus rarotongensis) — на Раротонзі та Атіу, мангаянські альціони (Todiramphus ruficollaris) — на Мангаї, атіуйські салангани (Aerodramus sawtelli) — на Атіу, а раротонзькі шпаки-малюки (Aplonis cinerascens) та раротонзькі пацифеї (Pomarea dimidiata) — на Раротонзі. 
Після появи на Раротонзі інтродукованих пацюків і кішок смертність дорослих раротонзьких пацифей збільшилась майже удвічі, через що раніше доволі чисельний вид став до середини 1980-х років одним з найбільш швидко зникаючих. У 1989 році вид перебував на межі зникнення, його популяція становила лише 29 птахів. Однак зусилля, пов'язані зі знищенням інтродукованих пацюків призвели до збільшення популяції і відновлення виду. У 2001-2003 роках раротонзькі пацифеї були інтродуковані на острів Атіу, де вони успішно прижилися. Станом на 2016 рік популяція раротонзьких пацифей становила приблизно 500 дорослих птахів. На жаль, маукейські шпаки-малюки (Aplonis mavornata), які були ендеміками острова Мауке, повністю вимерли в середині XIX століття внаслідок появи на острові інвазивних хижаків.
Серед майже ендемічних птахів, що мешкають на Південних Островах Кука, слід відзначити бораборських альціонів (Todiramphus tutus) та синьо-фіолетових лорі-віні (Vini peruviana), а серед інших птахів — австралійських крижнів (Anas superciliosa), тонганських пінонів (Ducula pacifica), тихоокеанських чепур (Egretta sacra) та мігруючих новозеландських коелів (Urodynamis taitensis). Високогір'я Раротонги є одним з небагатьох місць у світі, де гніздяться рідкісні тайфунники-провісники (Pterodroma heraldica).
Єдиними місцевими ссавцями, поширеними на островах регіону, є тихоокеанські крилани (Pteropus tonganus) — одні з найпоширеніших криланів світу, які також зустрічаються на Фіджі, Самоа і Тонзі. Острови Кука є східною межею поширення криланів в Океанії.
Герпетофауна екорегіону включає близько 10 поширених в Океанії видів сцинків та геконів, зокрема океанійських змієоких сцинків (Cryptoblepharus poecilopleurus). Ендеміками екорегіону є раротонзські сцинки (Emoia tuitarere), поширені на Раротонзі.
Колись острови регіону були домом для 13 ендемічних видів равликів з родини Endodontidae та для 11 видів равликів з родини Charopidae. Більшість з них наразі вимерли, а решта перебуває під загрозою зникнення. Так, 11 із 13 видів наземних равликів, що були ендеміками Раротонги, вимерли після появи на острові хижих африканських великоголових мурах (Pheidole megacephala), завезених у 1870-х роках. У хмарних лісах Раротонги збереглися ендемічні равлики Tekoulina pricei, які вирізняються тим, що є живородними, тоді як більшість равликів відкладають яйця.

## Збереження
Острови Кука були заселені полінезійцями приблизно у 1000 році н.е. Протягом наступного тисячоліття більшість низинних лісів регіону були знищені та перетворені на кокосові гаї та інші сільськогосподарські угіддя. Однак у високогір'ях Раротонги збереглися відносно незаймані гірські дощові ліси та хмарні ліси, які є одними з найкраще збережених лісів Полінезії. Основними загрозами для збереження природи регіону є поширення інтродукованих видів тварин, зокрема чорних пацюків (Rattus rattus), сірих пацюків (Rattus norvegicus), здичавілих котів (Felis catus) та індійських майн (Acridotheres tristis).
Оцінка 2017 року показала, що 4 км², або 3 % екорегіону, є заповідними територіями. Природоохоронні території включають Природний заповідник Те-Манга, який охороняє більшу частину хмарних лісів Раротонги, поширених на висоті понад 400 м над рівнем моря.